# 40 Blue Fingers, Freshly Packed and Ready to Serve
40 Blue Fingers, Freshly Packed and Ready to Serve är bluesrockgruppen Chicken Shacks debutalbum. Det lanserades i juni 1968 på skivbolaget Blue Horizon, känt för att ha givit ut Fleetwood Macs självbetitlade debutalbum. Stan Webb skrev mestadelen av låtarna på skivan, men Christine Perfect bidrog med två låtar.

## Låtlista
1. "The Letter" - 4:25
2. "Lonesome Whistle Blues" - 3:02
3. "When the Train Comes Back" - 3:32
4. "San-Ho-Zay" - 3:02
5. "King of the World" - 4:59
6. "See See Baby" - 2:22
7. "First Time I Met the Blues" - 6:24
8. "Webbed Feet" - 2:53
9. "You Ain't No Good" - 3:35
10. "What You Did Last Night" - 4:36

## Listplaceringar
- UK Albums Chart, Storbritannien: #12[1]